# Daniil Doubov
Daniil Dmitrievitch Doubov (en russe : Даниил Дмитриевич Дубов, transcription anglaise utilisée par la FIDE : Daniil Dubov) est un joueur d'échecs russe né le 18 avril 1996 à Moscou, grand maître international depuis 2011 (à 14 ans et 11 mois) et champion de Russie en 2022.
Au 1er mars 2021, Doubov est le 28e joueur mondial et le 7e joueur russe avec un classement Elo de 2 710 points.

## Biographie et carrière

### Champion de Russie
Daniil Doubov a terminé troisième du championnat d'Europe d'échecs de la jeunesse en 2006 (moins de 10 ans), deuxième en 2008 (moins de 12 ans).
En 2015, il termine deuxième de l'Open Aeroflot derrière Ian Nepomniachtchi.
En décembre 2017, il finit troisième au départage de la super finale du championnat de Russie d'échecs.
En août 2018, Doubov remporte l'open d'Abou Dabi, à égalité de points (7,5 / 9) avec Anton Korobov et Saleh Salem.
En septembre 2022, il remporte, après un mini-match de départage, la super-finale du championnat de Russie, à égalité de points (7/11, 3 victoires et 10 nulles) avec Sanan Siouguirov.

### Coupes du monde
Doubov élimina Ruslan Ponomariov lors du deuxième tour de la coupe du monde d'échecs 2013 avant d'être éliminé au troisième tour par Anton Korobov.
Lors de la Coupe du monde d'échecs 2017, Doubov fut éliminé au quatrième tour (huitième de finale) par Levon Aronian après avoir éliminé Daniel Fridman, Sergueï Kariakine et Vladislav Artemiev.
Lors de la Coupe du monde d'échecs 2019 à Khanty-Mansiïsk, Doubov bat Emilio Córdova au premier tour avant d'être éliminé par Alireza Firouzja au deuxième tour.
| Année | Lieu            | Résultat                            | Ultime adversaire | Adversaires battus                                   |
| ----- | --------------- | ----------------------------------- | ----------------- | ---------------------------------------------------- |
| 2013  | Tromsø          | troisième tour                      | Anton Korobov     | Sergueï Fedortchouk, Ruslan Ponomariov               |
| 2017  | Tbilissi        | quatrième tour (huitième de finale) | Levon Aronian     | Daniel Fridman, Sergueï Kariakine Vladislav Artemiev |
| 2019  | Khanty-Mansiïsk | deuxième tour                       | Alireza Firouzja  | Emilio Córdova                                       |
| 2021  | Sotchi          | quatrième tour (seizième de finale) | Andreï Essipenko  | Dommaraju Gukesh Vladimir Malakhov                   |
| 2023  | Bakou           | troisième tour                      | Daniele Vocaturo  | Baskaran Adhiban                                     |

### Champion du monde de parties rapides
Doubov remporta le championnat de Russie rapide et blitz des moins de 16 ans en 2009. Il est vainqueur du championnat de Moscou rapide 2011. 
En 2016, Doubov remporte la médaille de bronze au championnat du monde de blitz à Doha. 
Doubov remporte le championnat du monde de parties rapides 2018 (avec 11 points sur 15) à Saint-Pétersbourg.
En juin 2020, Doubov remporte le Lindores Abbey Challenge (tournoi rapide) qui fait partie du Magnus Carlsen Tour.